# Alto Urola
Die Comarca Alto Urola ist eine der acht Comarcas in der Provinz Gipuzkoa.
Die im Zentrum der Provinz gelegene Comarca umfasst 4 Gemeinden auf einer Fläche von 89,19 km².

## Gemeinden
| Gemeinde           | Einwohner (2024) | Fläche km² | Dichte Einw./km² | Cod INE | Postleitzahl |
| ------------------ | ---------------- | ---------- | ---------------- | ------- | ------------ |
| Ezkio-Itsaso       | 588              | 21,22      | 28               | 20035   | 20709        |
| Legazpi            | 8.390            | 41,84      | 201              | 20051   | 20230        |
| Urretxu            | 6.765            | 7,71       | 877              | 20077   | 20700        |
| Zumarraga          | 9.687            | 18,42      | 526              | 20080   | 20700        |
| Comarca Alto Urola | 25.430           | 89,19      | 285              | –       | –            |